# Jacques Timmermans
 (juin 2021).
Si vous disposez d'ouvrages ou d'articles de référence ou si vous connaissez des sites web de qualité traitant du thème abordé ici, merci de compléter l'article en donnant les références utiles à sa vérifiabilité et en les liant à la section « Notes et références ».
Pour les articles homonymes, voir Timmermans.
Jacques Timmermans, né le 13 octobre 1945 à Ninove et mort le 16 décembre 2021 à Alost, est un homme politique belge flamand, membre du Parti socialiste belge puis de son aile flamande Sp.a.
Il est diplômé de l'enseignement secondaire supérieur, ancien adjoint auprès du secrétariat du Fonds des bâtiments scolaires de l'État.
De 1965 à 1971, il fut secrétaire de la fédération SP, de 1971 à 1973 collaborateur de cabinet du ministre du Budget, de 1973 à 1975 collaborateur de cabinet du premier ministre et de 1975 à 1977 collaborateur de cabinet du ministre des Travaux Publics.

## Carrière politique
- 1971-1982 et 1995-2000 : échevin à Ninove
- 1971-2000 : conseiller communal à Ninove
- 1987-1991 : membre de la Chambre des représentants
- 1991-1995 : sénateur élu direct
- 1988-2004 : membre du Conseil flamand
  - 1994-1995 : vice-président du Conseil flamand
  - 2001-2004 : sénateur de communauté désigné par le Conseil flamand
  - 1990-1991 : membre, puis 1992-1995 : membre suppléant et 1997-2003 : membre du Conseil interparlementaire consultatif du Benelux
  - 2001 - 2 octobre 2003 : membre suppléant, puis 2 - 23 octobre 2003 : membre et du 23 octobre 2003-2004 : membre suppléant de l'Assemblée parlementaire du Conseil de l'Europe et de l'Assemblée de l'Union de l'Europe occidentale
  - 2003-2004 : questeur du Sénat

## Distinctions
- Officier de l'ordre de Léopold (2003)